# 蕭義
蕭義（1442年—1489年），字宜之，江西袁州府宜春縣人，民籍，明朝政治人物。

## 生平
成化元年（1565年）乙酉科江西鄉試第三十九名舉人。成化十七年（1481年）中式辛丑科會試第二百三十六名，三甲第一百三十二名進士。明年奉命往营代藩葬事，十九年丁母憂歸，服闋，授吏部稽勋司主事，在任三年，弘治二年卒。

## 家族
曾祖蕭朝佐；祖父蕭仲達；父蕭讓，母徐氏。